# کیرخنزور
کیرخنزور (به آلمانی: Kirchensur) یک منطقهٔ مسکونی در آلمان است که در آمرانگ واقع شده‌است.